# Hořina (přítok Radbuzy)
Hořina (německy Horschina, též Horzina ) je levým přítokem Radbuzy v České republice .

## Průběh toku
Hořina pramení na úpatí Sedmihoří, v rybníku na návsi obce Velký Malahov. Na horním toku směřuje východně mezi obcemi Ostromeč a Jivjany do Černovic . Potok pak tvoří mělké udolí ve Staňkovské pahorkatině a teče severovýchodním směrem kolem vrchu Dvanáctka (475 m n. m.) do Hradišťan, kde se tok kolem ostrohu Radlštejn prudce stáčí k jihovýchodu. Dále potok směřuje k východu neobydleným strmým skalnatým údolím jižně od obcí Honezovice a Lisov. Na dolním toku je potok obklopen rekreačními chatami a krátce před soutokem s Radbuzou jej křižuje železniční trať Plzeň – Furth. Hořina se vlévá do Radbuzy 1,5 km jihozápadně od Hradce u Stoda na severovýchodním úpatí Hořiny (408 m n. m.). Délka toku činí 12,5 kilometrů. Velikost povodí je 58,3 km².

## Přítoky
- Skapecký potok (zleva) v Hradišťanech
- Nedražický potok (zleva) u Honezovic